# Leocenis García
Leocenis Manuel García Osorio  (Maracaibo, Zulia, 4 de marzo de 1981) es un periodista, empresario, activista, escritor y político venezolano, fundador del partido Prociudadanos. A lo largo de su carrera, García se ha destacado por su compromiso con la libertad de expresión y su participación activa en la lucha por los derechos humanos en su país.
García es también un destacado escritor que ha publicado numerosos artículos y ensayos en diversos medios. También ha escrito varios libros que abordan una amplia variedad de temas políticos y sociales, incluyendo su experiencia personal como prisionero. Este activista ha sido encarcelado seis veces durante los mandatos de los presidentes Hugo Chávez y Nicolás Maduro, lo que ha influido enormemente en su perspectiva sobre la política y la vida en Venezuela.
Ha sido considerado preso político por la OEA. En 2017, en un informe titulado Informes nacionales sobre prácticas de derechos humanos, el Departamento de Estado de los Estados Unidos, bajo su Oficina de Democracia, Derechos Humanos y Trabajo, presentó a García y su grupo 6.º Poder como «víctimas de hostigamiento» por el Gobierno de Venezuela.

## Biografía
García nació en Maracaibo, Zulia. Estudió Comunicación Social en la Universidad del Zulia. Desde sus primeros años como estudiante, demostró un gran interés por el periodismo y se involucró en diversas actividades relacionadas con los medios de comunicación. Comenzó a trabajar en periódicos locales y estaciones de radio, donde adquirió experiencia en la cobertura de noticias y el análisis político.
El nombre de Leocenis García apareció en el radar político del país después de que el periodista llevara una carretilla llena de presuntas pruebas de corrupción a la Asamblea Nacional en 2007. Aunque, anteriormente, había destapado el famoso caso conocido como el Caso Antonini Wilson, en referencia al empresario chavista Antonini Wilson, quien fue enjuiciado en un tribunal de Miami. Esta revelación sacudió la opinión pública, ya que dentro de la maleta, el empresario llevaba 800 mil dólares que fueron decomisados en un aeropuerto argentino. El evento reveló una trama de transferencias bancarias desde la empresa Petróleos de Venezuela (PDVSA) hacia la campaña política liderada por la ex presidenta argentina Cristina Fernández de Kirchner.

Leocenis García durante su huelga de hambre.

En 2008, fundó el Grupo editorial 6.º Poder, a través del cual publicaba sus investigaciones periodísticas sobre el chavismo. En 2015, el gobierno de Nicolás Maduro expropió 6.º Poder y García fue detenido por presunta legitimación de capitales.
Ese mismo año, fue arrestado y permaneció cautivo en la prisión de Tocuyito por un período de un año. A pesar de esta situación, mientras estaba tras las rejas, fue propuesto por Henry Ramos Allup, quien en ese momento ocupaba el cargo de Secretario General del Partido Acción Democrática, para encabezar la lista de candidatos para la Asamblea Nacional por el estado de Carabobo.
El 22 de marzo de 2016, un año después del secuestro de esta destacada figura del periodismo; reconocidos políticos, intelectuales y periodistas venezolanos emitieron un comunicado público en el que condenaron el arresto de García y el cierre de 6.º Poder, calificando al gobierno de Venezuela como un régimen totalitario. Entre los firmantes se encontraban personalidades como el embajador Diego Arria, el exministro del Interior y Justicia Asdrúbal Aguiar, así como Rocío San Miguel y Teresly Malave de las organizaciones de derechos humanos Control Ciudadano y Justicia y Proceso Venezuela.
Además de su carrera en el periodismo, García decidió incursionar en la política. En 2016, mientras se encontraba bajo arresto domiciliario, García fundó el Movimiento Prociudadanos con el propósito de promover y proteger los derechos civiles de los ciudadanos. El movimiento se identifica con una corriente de pensamiento liberal y de centro-derecha. Este grupo promueve valores como la libertad individual, la economía de mercado, la mínima intervención gubernamental en la economía y la protección del derecho de propiedad. El periodista también es reconocido por sus iniciativas sociales centradas en ayudar a las personas más vulnerables.
Leocenis fue considerado por la oposición como un preso político hasta su liberación, junto con otros siete estudiantes y el excandidato presidencial Manuel Rosales, en la víspera de Año Nuevo de 2016. Tres días después, en una conferencia que generó controversia, el activista político abogó por la inclusión de una mesa de negociación bilateral entre el gobierno y la oposición para liberar a cientos de presos políticos, una iniciativa que recibió el apoyo del presidente de Unasur, Ernesto Samper, así como de familiares y otros presos políticos.
A pesar de que el fundador de 6.º Poder había expresado su oposición a José Luis Rodríguez Zapatero en la mesa de diálogo, en octubre de 2016, su hermana se había reunido con el expresidente español mientras él estaba detenido, lo que sugiere una complejidad en las relaciones entre los actores políticos involucrados. En febrero de 2017, un mes después de su liberación, José Luis Rodríguez Zapatero se reunió directamente con García para discutir la liberación de otros presos políticos. Esta reunión evidenció la perseverancia y el compromiso de Leocenis con una causa justa.
El 11 de febrero de 2019, el accionista mayoritario de 6.º Poder fue detenido en el aeropuerto de Maturín sin una justificación legal aparente. La Fiscal General de la República, Luisa Ortega Díaz, quien había sido destituida por la ilegítima Asamblea Nacional Constituyente (ANC), denunció la detención arbitraria del coordinador de ProCiudadanos por parte del régimen de Nicolás Maduro. Ortega Díaz expresó su indignación por el hecho de que algunas figuras en el país, incluyendo a Leocenis García, Leopoldo López y Juan Requesens, podrían estar encarceladas por su ideología política. La Fiscal anunció que sería liberada y rehabilitaría a todos los presos políticos que habían sido detenidos injustamente por el Estado, y reafirmó su compromiso con esta causa a través de su cuenta oficial de Twitter.
Por su parte, el recién nombrado embajador de Venezuela en Estados Unidos, Carlos Vecchio, también se pronunció en contra del arresto de García y exigió su liberación inmediata, así como la de todos los presos políticos. Vecchio, fundador del partido Voluntad Popular de Leopoldo López, fue nombrado por el presidente encargado Juan Guaidó, con quien Leocenis se había reunido días antes de su detención para entregar una Ley de Justicia Transicional.
En 2019, emprendió una gira política internacional que lo llevó a Washington, donde se reunió en la Casa Blanca con Mauricio Claver Carone, asesor del entonces presidente Donald Trump. Durante su visita, también sostuvo reuniones con Wyndee Parker, asesora de Nancy Pelosi, y posteriormente con Bill Richardson en 2021.

Leocenis García y Bill Richardson.

En 2020, el movimiento Prociudadanos fue reconocido oficialmente como partido político por el Consejo Nacional Electoral (CNE), y García se postuló como candidato a diputado de la Asamblea Nacional en las elecciones parlamentarias del 6 de diciembre de 2020. Durante el proceso, denunció presuntas «irregularidades» por parte del CNE.

García y Mauricio Claver Carone en la Casa Blanca en septiembre de 2020.

A principios de 2021, regresó a Washington para encontrarse con el secretario general de la Organización de Estados Americanos (OEA), Luis Almagro, a quien entregó un informe sobre presuntas «irregularidades» electorales en las elecciones de Venezuela de diciembre de 2020.
En el mismo año, lanzó su candidatura a la Alcaldía del Municipio Libertador de Caracas, respaldado por la Alianza Democrática de partidos de oposición minoritaria. Sin embargo, fue inhabilitado para ocupar cargos públicos y no participó en las elecciones.
En 2023, García generó controversia al presentar un informe sobre el caso PDVSA-Cripto, en el cual reveló información sensible y polémica relacionada con dicho caso. A lo largo de su trayectoria, García ha realizado esfuerzos significativos para promover la defensa de los derechos civiles.
En enero de 2024 como parte de las negociaciones entre el Gobierno de Venezuela y la oposición democrática bajo la mediación de Noruega y Estados Unidos, Leocenis García fue habilitado políticamente por el Tribunal supremo de justicia.
Después de ser habilitado por el TSJ, García encabezó las encuestas de Datanálisis, Datincorp y Delphos; como unos de los candidatos habilitados con mayor oportunidad de triunfo, incluso ante el candidato de gobierno Nicolás Maduro.
El gobierno venezolano, a través del C.N.E., descalificó al partido político ProCiudadanos, impidiendo que dicho partido continúe en las elecciones presidenciales 2024, partido del cual Leocenis García es miembro y presidente, a pesar de tener todos los respaldos legales. Ya que el partido cumplió con el mínimo requerido por ley para permanecer válido como partido nacional, al obtener un voto mayor al 0.5% en al menos 12 estados del país, según la ley orgánica de procesos electorales.
A García no se le permitió registrarse. García fue sacado de la contienda electoral después de haber sido el candidato opositor habilitado con mayor oportunidad de triunfo según las encuestadoras Datanálisis, Datincorp y Delphos.

## Detención en 2024
La madrugada del 13 de septiembre de 2024, se conoció de la detención del dirigente político Leocenis García por parte de funcionarios del Servicio Bolivariano de Inteligencia Nacional (SEBIN). “Al parecer está siendo acusado de terrorismo” por supuestamente un video publicado por García el 10 de septiembre, afirmó la familia, donde aseguró: «Con la constitución en la mano, recuerdo que lo que salvaguarda la constitución no es al elegido, sino a los electores, que son el soberano (Artículo 5). El Gobierno se salta la regla de esta constitución y se convierte en un ‘Para Estado’».

## Controversias
En agosto de 2011, el gobierno venezolano lo denunció por «instigación pública al odio», «vilipendio a funcionario público» y «ofensa pública por razones de género» debido a la publicación de un fotomentaje satírico en el periódico 6to Poder.
En 2013, el Ministerio Público lo acusó de evasión fiscal y legitimación de capitales. Durante ese periodo, llevó a cabo una huelga de hambre que se prolongó durante un mes, con el fin de exigir que se le juzgara en libertad.
Hasta 2019, García ha sido encarcelado en nueve ocasiones. Su situación ha llevado a que sea considerado un preso político por la Organización de Estados Americanos (OEA).

## Reconocimientos
- Premio de la Fundación Mara de Oro.[43]

- Orden Martin Luther King de la Federación Interamericana de Abogados.[44]

## Obras
- Cuando las piedras hablan (2009)[8]
- Rebelde con Causa (2014)[8]
- La Rebelión de los tejones (2019)[8]
- Estamos Unidos (2022)[45][8]